# Tahu
Tahu és un cràter sobre la superfície del planeta nan Ceres, situat amb el sistema de coordenades planetocèntriques a -5.04 ° de latitud nord i 46.33 ° de longitud est. Fa un diàmetre de 25 km. El nom va ser fet oficial per la UAI el primer d'octubre del 2015 i fa referència a Tahu, personificació dels aliments de la cultura del maori.